# Pachetra fulminea
Pachetra fulminea là một loài bướm đêm trong họ Noctuidae.